# Orna Grumberg
Orna Grumberg (en hebreo: ארנה גרימברג‎: ארנה גרימברג; 14 de mayo de 1952) es una informática israelí y académica, catedrática Leumi de Ciencia en el Technion.
Es conocida por su desarrollo de la verificación de modelos, un método para verificar formalmente diseños de hardware y software. Con Edmund M. Clarke y Doron A. Peled,  es coautora del libro Model Checking (MIT Press, 1999).
En 2013 fue elegida para la Academia Europaea. En 2015 nombrada miembro de Association for Computing Machinery  "por sus contribuciones a la investigación en la verificación formal automatizada de hardware y sistemas de software".